# Kladno-Dubí (nádraží)
Kladno-Dubí je železniční stanice v katastrálním území Dubí u Kladna, části statutárního města Kladno v okrese Kladno. Leží v km 7,460 jednokolejné neelektrizované trati Kralupy nad Vltavou – Kladno mezi stanicemi Brandýsek a Kladno-Ostrovec.

## Historie
Společnost Buštěhradská dráha (BEB) v letech 1867–1872 vybudovala na železniční trati Kladno (později Staré Kladno) – Kralupy nad Vltavou železniční stanici pro nakládku uhlí z Dolu František Jozef (Prago), který byl založen v těsné blízkosti trati. Zaústěním spojovací trati Vejhybka (dnes Kladno) – Dubí, která nahradila úsek Kladensko-nučické dráhy Vejhybka – Kladno (později Staré Kladno) narůstal provoz a stanice byla v letech 1872–1873 rozšiřována na úplnou nákladní a osobní přepravu. Po přestavbě měla šest kolejí a v roce 1873 byla postavena přízemní hrázděná budova výpravny, která se nacházela na jižním okraji kolejiště (obdobná výpravna byla postavena o rok dříve ve stanici Staré Kladno). Při rozšiřování kolejiště o dalších šest kolejí v období 1906–1908 byla výpravní budova rozebrána, přenesena a znovu sestavena na jižním okraji rozšířeného nádraží a byla upravena pro služební účely. Nacházela se v ní noclehárna vlakových čet, lampárna, sklad zboží, staniční sklad, výdejna uhlí a dvoupokojový byt. V roce 1908 byla vedle staré výpravny postavena nová výpravní budova podle projektu architekta BEB Jana Schaleka. Nová výpravna byla přízemní hrázděná budova s čekárnami 2. a 3. třídy, úřadovnou přednosty stanice, dopravní kancelář a další dvě kanceláře a jednopokojový byt. Výpravní budova z let 1873 v roce 2011 byla zbourána.

## Popis stanice
Stanice je primárně určena pro nákladní dopravu, avšak několik osobních vlaků zde zastavuje. Pro přístup na nástupní hrany je potřeba přejít několik, dnes již velmi zřídka používaných, kusých kolejí. Pro cestující se dají využít celkem 2 koleje.[nenalezeno v uvedeném zdroji] Stanice není osazena digitálním informačním systémem.

## Provoz
Stanice vypravuje primárně nákladní vlaky, které míří z místního průmyslového areálu. V GVD 2024 zde ráno začíná jeden pár spěšných vlaků ve směru Praha-Dejvice, večer zde jeden končí. Dále zde zastavuje menší množství osobních vlaků, dopoledne primárně ve směru Praha-Dejvice, odpoledne ve směru Kralupy nad Vltavou.